# آنا شارک
آنا شارِک (لهستانی: Anna Szarek؛ زادهٔ ۳۰ ژانویه ۱۹۸۵) مدل و بازیگر اهل لهستان است.
از فیلم‌ها یا مجموعه‌های تلویزیونی که وی در آن‌ها نقش داشته‌است، می‌توان به هانس کلوس، قماری بالاتر از زندگی و هتل ۵۲ اشاره نمود.